# Миген

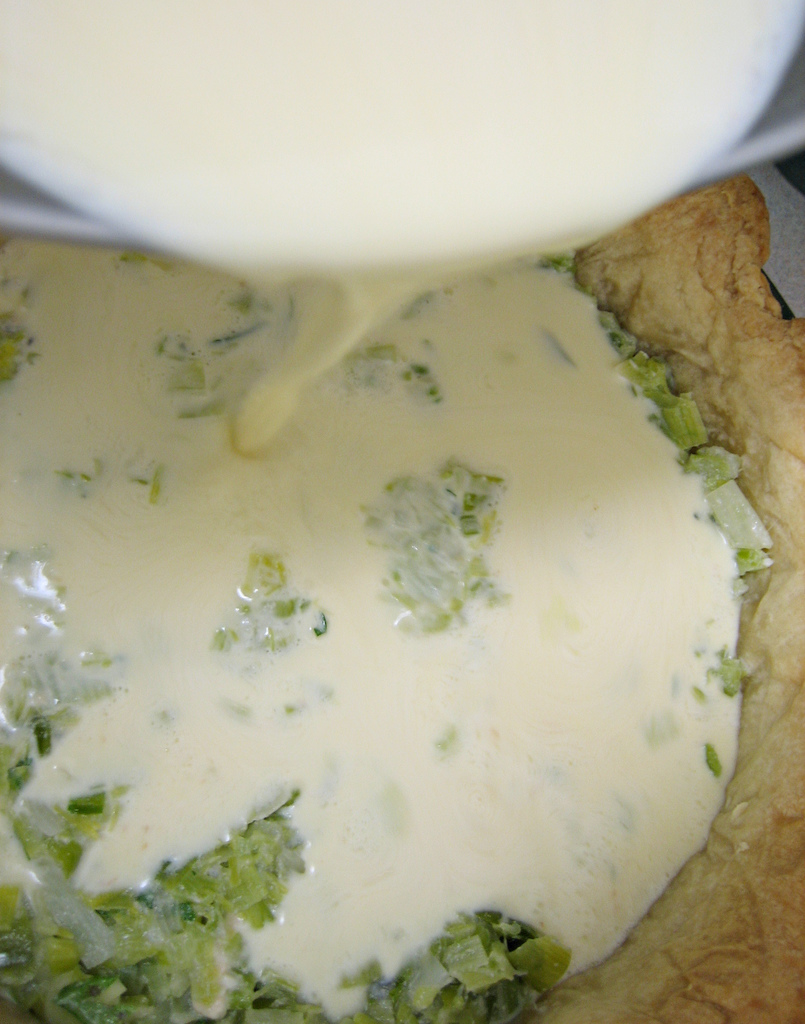
Добавление мигена в киш перед запеканием

Миген — яично-молочный соус, состоящий из яиц, густой сметаны (или сливок), сыра и специй. Миген происходит из Лотарингии.
В регионе Франш-Конте миген называется «гумо», а в остальных регионах Франции «аппарей». Миген — основа для пирога из песочного теста киш.
Миген также входит в состав пирогов (яблочный пирог, пирог с ревенём) в дополнение к тесту.